# Jean Le Hallier
Pour les articles homonymes, voir Boisyvon (homonymie) et Le Hallier.
Jean Le Hallier, nom de plume de Lucien Boisyvon, est un écrivain français né le 12 avril 1886 à Saint-Nicolas-près-Granville et mort le 20 avril 1967 à Paris 9e.

## Biographie
Il est d'abord dessinateur humoristique pour la presse. Il devient critique de cinéma pendant l'entre-deux-guerres et publie à cette époque plusieurs novelisations de films, surtout américains, et des essais sur le cinéma.
En 1928, Il signe Les Trois Mensonges au no 12 de la collection  Le Masque, un roman policier où se retrouvent beaucoup d'éléments d'aventures, tout comme, en 1933, chez Tallandier, dans Le Treizième Pendu.
Dans les années 1930, il adopte le pseudonyme de Jean Le Hallier pour écrire, en collaboration avec sa fille Jacqueline Boisyvon et son fils Yannick Boisyvon, deux romans d'espionnages, puis, dans les années 1940, des romans policiers, dont la série de Le Pouce, l'Index et le Majeur, association de trois émules d'Arsène Lupin. 
Il a aussi fait paraître sous son nom une suite romanesque : Tendre Colombe (1954), Adieu Colombe (1956).
Jacqueline Boisyvon est l'auteur notamment de Pierrot cheveux rouges et des paroles d'un Tango chinois (musique de T. Henriotti).  C'est d'ailleurs elle, et son frère, Yannick Boisyvon, qui signèrent, sous leurs vrais noms cette fois, l'adaptation et les dialogues du film Un certain monsieur sorti en 1947 et qui reçut le Prix du Quai des Orfèvres, récompensant le meilleur roman policier de l'année.

## Œuvre

### Romans

#### SérieLe Pouce, l'Index et le Majeursignée Jean Le Hallier
- Un certain monsieur, Paris, S.E.P.E., coll. Le Labyrinthe, 1947
- La marquise rêvait la nuit, Paris, S.E.P.E., coll. Le Labyrinthe, 1947
- Monsieur Flip ignorait sa mort, Paris, S.E.P.E., coll. Le Labyrinthe, 1948
- Un poignard en forme de croix, Paris, S.E.P.E., coll. Le Labyrinthe, 1949
- La Fille aux cheveux roses, Paris, S.E.P.E., coll. Le Labyrinthe, 1950
- L'Épingle chinoise, Paris, S.E.P.E., coll. Le Labyrinthe, 1954

#### Autres romans signés Jean Le Hallier
- Le Serpent vert, Paris, R. Simon, coll. Police-Secours, 1935
- L'Espion sans le savoir, Paris, S.E.P.E., Police-roman no 30, 1936
- Les morts couchent tous seuls, Paris, S.E.P.E., coll. Le Labyrinthe, 1950

#### Signés Lucien Boisyvon
- Les Trois Mensonges, Paris, Librairie des Champs-Élysées,  Le Masque no 12, 1928
- Le Treizième Pendu, Paris, Tallandier, coll. Criminels et Policiers, 1933
- Tendre Colombe, Paris, A. Bonne, 1954
- Adieu Colombe, Paris, A. Bonne, 1956

#### Autres publications signées Lucien Boisyvon
- Le Cinéma pour tous, Paris, Garnier frères, 1922 (en collaboration avec Étienne Arnaud)
- À travers l'orage, Paris, Éditions Mon Ciné, coll. Les Grands Films no 2, 1923 (d'après le film D. W. Griffith)
- Les Moineaux, Paris, Éditions Mon Ciné, coll. Les Grands Films no 46, 1926 (d'après le film Les Moineaux de William Beaudine
- Le Pirate Noir, Paris, Éditions Mon Ciné, coll. Les Grands Romans filmés no 7, 1927 (d'après le film Le Pirate noir )
- La Petite Vendeuse, Paris, Éditions Mon Ciné, coll. Les Grands Romans filmés no 16, 1928 (d'après le film My Best Girl de Sam Taylor)
- Londres après minuit, Paris, Ferenczi, coll. Ciné-Volume no 1, 1929
- Quand la flotte atterrit, Paris, Ferenczi, coll. Ciné-Volume no 7, 1929
- Le Diamant bleu, Paris, Ferenczi, coll. Ciné-Volume no 14, 1930
- Le Cinéma en France, L'Art cinématographique no 7, 1930
- Don Quichotte, Paris, Tallandier, coll. Cinéma-Bibliothèque Hors-Série no 50, 1929
- Évangéline, Paris, Tallandier, coll. Cinéma-Bibliothèque no 95, 1930
- Les Nuits ardentes du Coq Rouge, Paris, Tallandier, coll. Cinéma-Bibliothèque no 308, 1930 (d'après le film de P. J. de Venloo)
- La nuit est à nous, Paris, Tallandier, coll. Cinéma-Bibliothèque Hors-Série no 87, 1930 (d'après le film La nuit est à nous de Roger Lion, Carl Froelich et Henry Roussell)
- Le Cœur isolé, Paris, Tallandier, coll. Cinéma-Bibliothèque no 337, 1930 (d'après le film L'Isolé de Frank Borzage)
- Un soir, au front, Paris, Tallandier, coll. Cinéma-Bibliothèque no 414, 1931 (d'après le film de Alexandre Ryder)
- Barcarolle d'amour, Paris, Tallandier, coll. Cinéma-Bibliothèque no 469, 1931 (d'après le film de Walter Reisch)
- Prix de beauté, Paris, Tallandier, coll. Cinéma-Bibliothèque no 512, 1932 (d'après le film Prix de beauté d'Augusto Genina)
- La Folle Aventure, Paris, Tallandier, coll. Cinéma-Bibliothèque no 522, 1932
- Les Nuits de New York, Paris, Tallandier, coll. Cinéma-Bibliothèque no 613, 1933
- Sous le soleil ardent des tropiques, Paris, Tallandier, coll. Cinéma-Bibliothèque no 651, 1934
- Fernand Garvey, Paris, Henri François éditeur, 1937

## Sources
- Jacques Baudou et Jean-Jacques Schleret, Le Vrai Visage du Masque, Volume 1, Paris, Futuropolis, 1984, p. 70-71.